# محمد بن عثمان الزطي
محمد بن عثمان الزطي هو قائد ثوري لعب دورًا هامًا في ثورة الزط في مطلع القرن التاسع الميلادي. ولد بن عثمان في عائلة من الزط الذين في البصرة قي القرن التاسع الميلادي وبرز كقائد عسكري وشخصية سياسية في عهد الخليفة المأمون.

## الصعود إلى السلطة
ذكر الطبري(وكان رئيس الزط رجلا يقال له محمد بن عثمان، وكان صاحب أمره والقائم بالحرب سملق، ومكث عجيف يقاتلهم- فيما قيل- تسعة أشهر) لم ينذكر اسم محمد بن عثمان في غير هذا الموضع والزط خاضوا عدة معارك كبرى ضد الدولة العباسية حتى ارسل الخليفة المعتصم القائد العسكري عجيف بن عنبسة عام 219ه‍ لقتال الزط بجيش عدده 10 الاف جندي فصار عجيف إلى نهر من دجلة يقال له بردودا فلم يزل مقيما عليه حتى سده وقيل إن عجيفا إنما ضرب عسكره بقرية أسفل واسط يقال لها نجيدا، ووجه هارون بن نعيم ابن الوضاح القائد الخراساني إلى موضع يقال له الصافية في خمسة آلاف رجل ومضى عجيف في خمسة آلاف إلى بردودا فأقام عليه حتى سده وسد أنهارا أخر كانوا يدخلون منها ويخرجون فحصرهم من كل وجه وكان من الأنهار التي سدها عجيف نهر يقال له العروس فلما أخذ عليهم طرقهم حاربهم وأسر منهم خمسمائة رجل وقتل منهم في المعركة ثلاثمائة رجل فضرب أعناق الأسرى وبعث برءوس جميعهم إلى باب المعتصم ثم أقام عجيف بإزاء الزط خمسة عشر يوما فظفر منهم بخلق كثير. بعد ذلك بأشهر تغلب عجيف على الزط فطلبوا منه الأمان فآمنهم فخرجوا إليه جميعهم في ذي الحجة سنة تسع عشرة ومائتين على أنهم آمنون على دمائهم وأموالهم جعلهم في السفن وأقبل بهم حتى نزل الزعفرانية فأعطى اصحابه دينارين دينارين جائزه واقام بها يوما ثم عباهم في زواريقهم على هيئتهم في الحرب معهم البوقات حتى دخل بهم بغداد يوم عاشوراء سنة عشرين ومائتين والمعتصم بالشماسية في سفينة يقال لها الزو حتى مر به الزط على تعبئتهم ينفخون بالبوقات فكان أولهم بالقفص وآخرهم بحذاء الشماسية وأقاموا في سفنهم ثلاثة أيام ثم عبر بهم إلى الجانب الشرقي فدفعوا إلى بشر بن السميدع فذهب بهم إلى خانقين ثم نقلوا إلى الثغر إلى عين زربة فأغارت عليهم الروم فاجتاحوهم فلم يفلت منهم أحد
فشل الزط في التمرد وتم القضاء على ثورتهم بشكل تام عام 220ه‍ وتم نقل الزط جميعهم ومن ضمنهم محمد بن عثمان الى عين زربة واغارت عليهم الروم واجتاحتهم ولم يفلت منهم احد وتم ابادتهم عن بكرة ابيهم ولم تبقى لهم سوى باقية قليلة منهم شذاذهم اندمجت مع الروم في تركيا ذكر ذلك المسعودي وقال(فأنزلهم بلاد خانقين وجلولاء من طريق خراسان وبلاد عين زربة من الثغر الشأمي، ومذ يومئذ صارت الجواميس بالشأم ولم تكن تعرف هنالك)

## التأثير
على الرغم من فشل الثورة إلا أنها تركت أثرًا سياسيًا كبيرًا على الدولة العباسية، وسلطت الضوء على المظالم والتوترات عميقة الجذور التي كانت سائدة بين الأعراق المختلفة في المجتمع العراقي، وكانت بمثابة تذكير بالتحديات والتعقيدات المتعلقة بحكم إمبراطورية متنوعة ومنقسمة.

## أنظر أيضًا
- ثورة الزط
- زط

### معلومات المنشورات
- ابن خلدون، العبر وديوان المبتدأ والخبر، QID:Q960651
- ابن كثير الدمشقي، البداية والنهاية، OCLC:32244065، QID:Q4164713
- سبط ابن الجوزي، مرآة الزمان في تواريخ الأعيان، QID:Q40380875
- محمد بن جرير الطبري، تاريخ الرسل والملوك: تاريخ الطبري، QID:Q129048
- شمس الدين الذهبي (2003)، تاريخ الإسلام ووفيات المشاهير والأعلام، تحقيق: بشار عواد معروف (ط. 1)، بيروت: دار الغرب الإسلامي، OCLC:1227786912، QID:Q113519441